# الخيمة (القصيم)
 مركز الخيمة تقع غرب منطقة القصيم على الطريق المؤدي إلى مدينة عقلة الصقور

## التاريخ
مركز الخيمة  تقع غرب منطقة القصيم بجانب الطريق السريع الرابط مابين القصيم المدينة المنورة والخيمة تبع قطاع الذويبي وأعطيت للبدارين من بني عمرو من قبل الأمير فيحان الذويبي

## السكان
يبلغ عدد سكان مركز الخيمة 1.000 نسمة وسكانها هم البدارين من بني عمرو من حرب 

## الموقع الجغرافي
تقع غرب منطقة القصيم وتبعد عن مدينة بريدة 146 كم وعن عقلة الصقور 34 كم وعن عطا القصيم 35 كم وعن الرس 100 كم

## المناخ
المناخ قاري صحراوي حار جاف صيفًا بارد مُمطر شتاء وتبلغ درجة الحرارة صيفًا 45°م، وفي الشتاء تصل إلى ما دون الصفر وسقوط أمطار.